# Nina Zanjani
Pour les articles homonymes, voir Zanjani.
Nina Nasr Zanjani, en persan : نینا نصر زنجانی, née le 1er septembre 1981 à Téhéran, est une actrice suédoise.

## Biographie
Née à Téhéran en Iran, elle immigre en Suède avec ses parents à l'âge de six ans. Elle étudie la comédie à Stockholm, et fait de la figuration dans les pièces Festen et Woyzeck au théâtre dramatique royal, avant de partager avec Rakel Wärmländer la tête d'affiche du film Se upp för dårarna, un des succès suédois de l'année 2007.
À partir de 2009, elle interprète le rôle d'Isabelle dans la deuxième saison de la série Wallander : enquêtes criminelles, un total de treize films inspirés du personnage créé par Henning Mankell.

## Filmographie (sélection)
- 2007 - Se upp för dårarna
- 2009 - Wallander : Peur sur la ville
- 2009 - Wallander : Désigné coupable
- 2009 - Wallander : En roue libre
- 2009 - Wallander : Violence ordinaire
- 2009 - Wallander : Le violoncelliste
- 2009 - Wallander : Les marchands d'espoir
- 2009 - Wallander : Une place au soleil
- 2009 - Wallander : Au nom du père
- 2010 - Wallander : La voix des anges
- 2010 - Farsan
- 2010 - Wallander : Les amants écarlates
- 2010 - Wallander : Héritage
- 2010 - Wallander : Rebecca